# Dentistyla
Dentistyla là một chi ốc biển, là động vật thân mềm chân bụng sống ở biển trong họ Chilodontidae.

## Các loài
Các loài trong chi Dentistyla gồm có:
- Dentistyla asperrima (Dall, 1881)[2]
- Dentistyla dentifera (Dall, 1889)[3]